# آکاسیای آلپینا
آکاکیا آلپینا (نام علمی: Acacia alpina) نام یک گونه از سرده آکاسیا است.